# Windehausen
Windehausen ist ein Ortsteil der Landgemeinde Stadt Heringen/Helme im Landkreis Nordhausen in Thüringen.

## Lage
Windehausen befindet sich östlich der Stadt Nordhausen in der Goldenen Aue und nördlich der Stadt Heringen. Die Bahnstrecke Halle–Nordhausen und die Bundesautobahn 38 führen durch die Gemarkung. Am Südwestrand der Ortslage fließt der Fluss Zorge, weiter östlich, hinter Aumühle befindet sich die Talsperre Kelbra.

## Geschichte
Mit großer Wahrscheinlichkeit ist Windehausen eine wendische Ansiedlung. Nicht nur die heute noch festzustellende ehemalige ringförmige Ortsarchitektur mit umgebendem Graben lassen darauf schließen. Auch der Name bedeutet wohl Haus der Wenden. Der Ort wird erstmals am 16. März 1158 in einer Urkunde des Kaisers Friedrich I. als Winthusen genannt. Friedrich überließ damals dem Nonnenkloster Nordhausen auf Bitten von dessen Äbtissin Cecilia die Reichsburg und den Königshof Nordhausen im Tausch gegen zwei Pfund Denare jährlicher Einkünfte in Windehausen und Bielen.
Der Ort gehörte lange Zeit zum Amt Heringen. 1819 kamen dann die Ämter Heringen und Kelbra an Preußen und damit auch Windehausen zum Kreis Sangerhausen in der Provinz Sachsen-Anhalt.
Zum 1. Dezember 2010 schlossen sich die Stadt Heringen/Helme sowie die Gemeinden Auleben, Hamma, Uthleben und Windehausen zur Stadt und Landgemeinde Heringen/Helme zusammen. Die Verwaltungsgemeinschaft Goldene Aue wurde gleichzeitig aufgelöst.

## Politik
Der Ortschaftsrat besteht aus 4 Personen und dem Ortschaftsbürgermeister.
Seit 2014 ist Mathias Echtermeyer gewählter Ortschaftsbürgermeister.

## Sehenswertes
In der örtlichen Kirche findet man eine etwa 700 Jahre alte Pietà. Die aus Lindenholz gefertigte Darstellung ist etwa 120 cm hoch und  wird auch im aktuellen Wappen des Ortes dargestellt. Sie zeigt Maria mit dem Körper Jesu auf dem Schoß, nachdem dieser vom Kreuz genommen wurde.